# مارك يي
مارك يي مواليد 4 يناير 1982 في الفلبين، هو لاعب كرة سلة فلبيني. بدأ مسيرته الاحترافية في سنة 2008. يلعب في الرابطة الفلبينية لكرة السلة. يحمل الرقم 27.

## المسيرة الاحترافية
لعب مع باراكو بول إنرجي في موسم 2008–2009، ثم لعب مع تي إن تي كاتروبا من سنة 2009 إلى 2011، ثم لعب مع ميرالكو بولتز في موسم 2011–2012.